# Гамульяково (район Сенец)

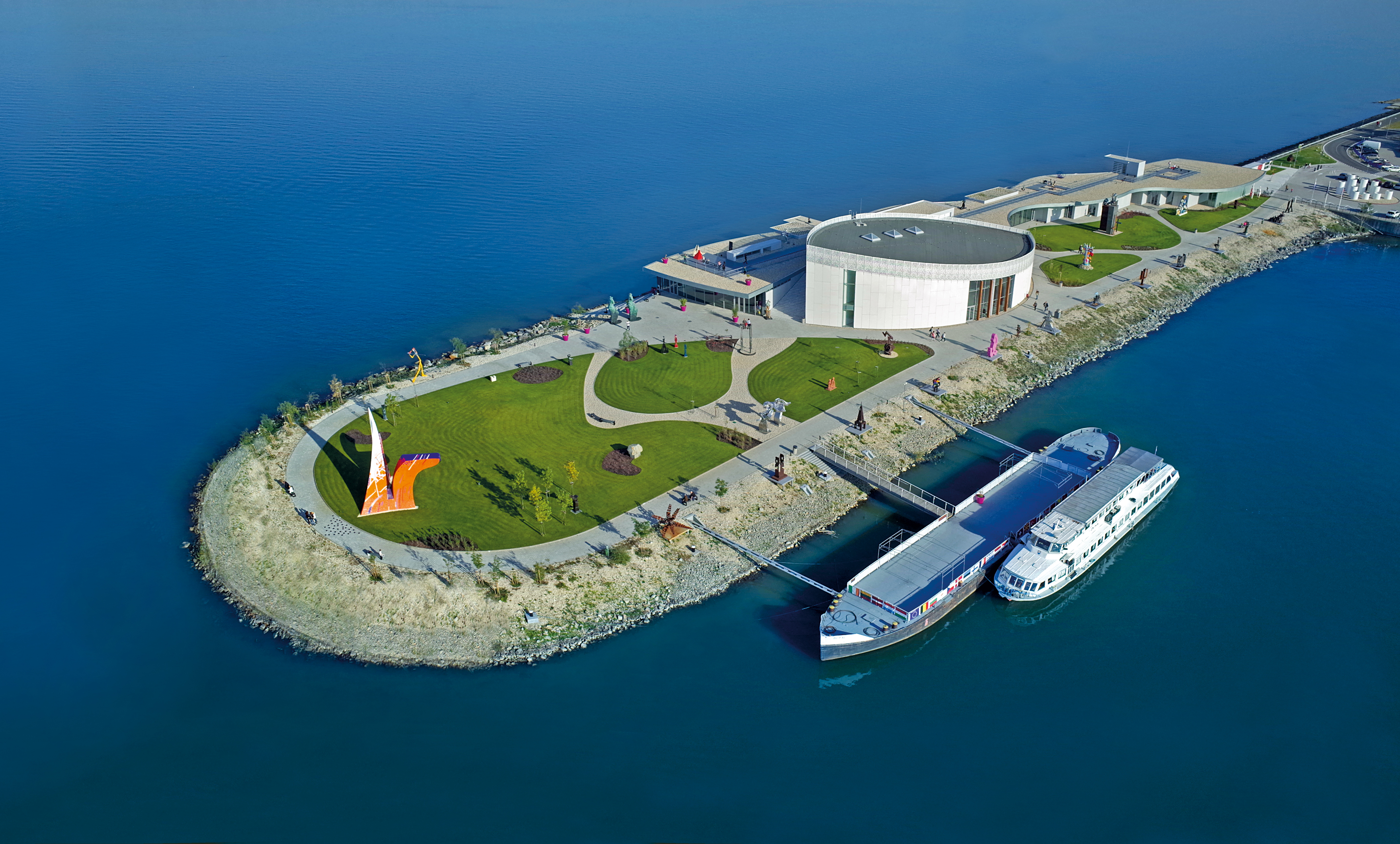
Арт-музей

Гамульяково (словац. Hamuliakovo, нем.  Gutern, венг.  Gutor) — деревня района Сенец, Братиславского края, в юго-западной Словакии.
Расположена в Дунайской низменности примерно в 20 км к юго-востоку от Братиславы у водохранилища Габчиково на Дунае.
Население на 1 января 2021 года составляло	2419 человек. Кадастровая площадь — 10,947 км². Плотность — 221 чел./км².

## История

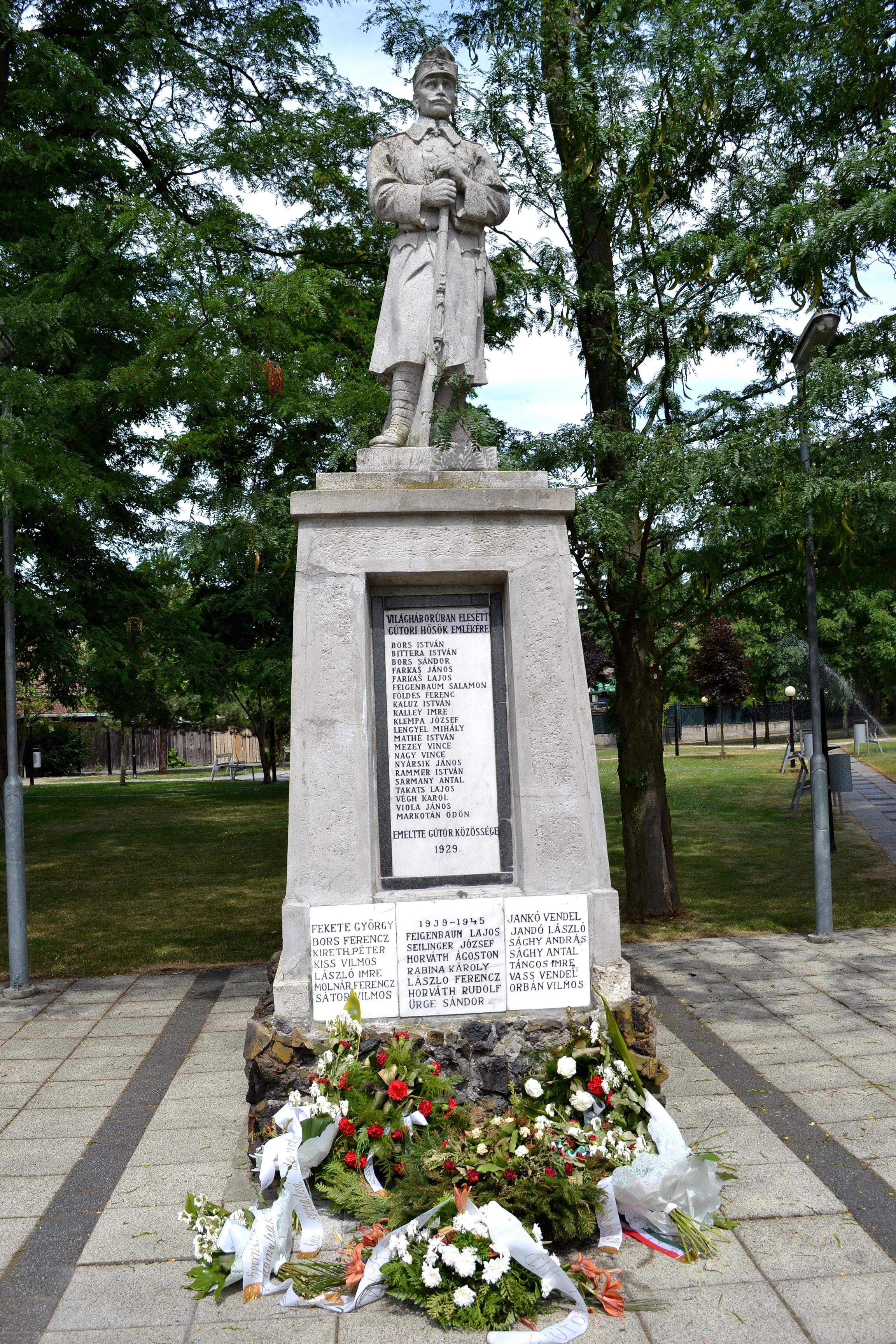
Памятник погибшим в мировых войнах

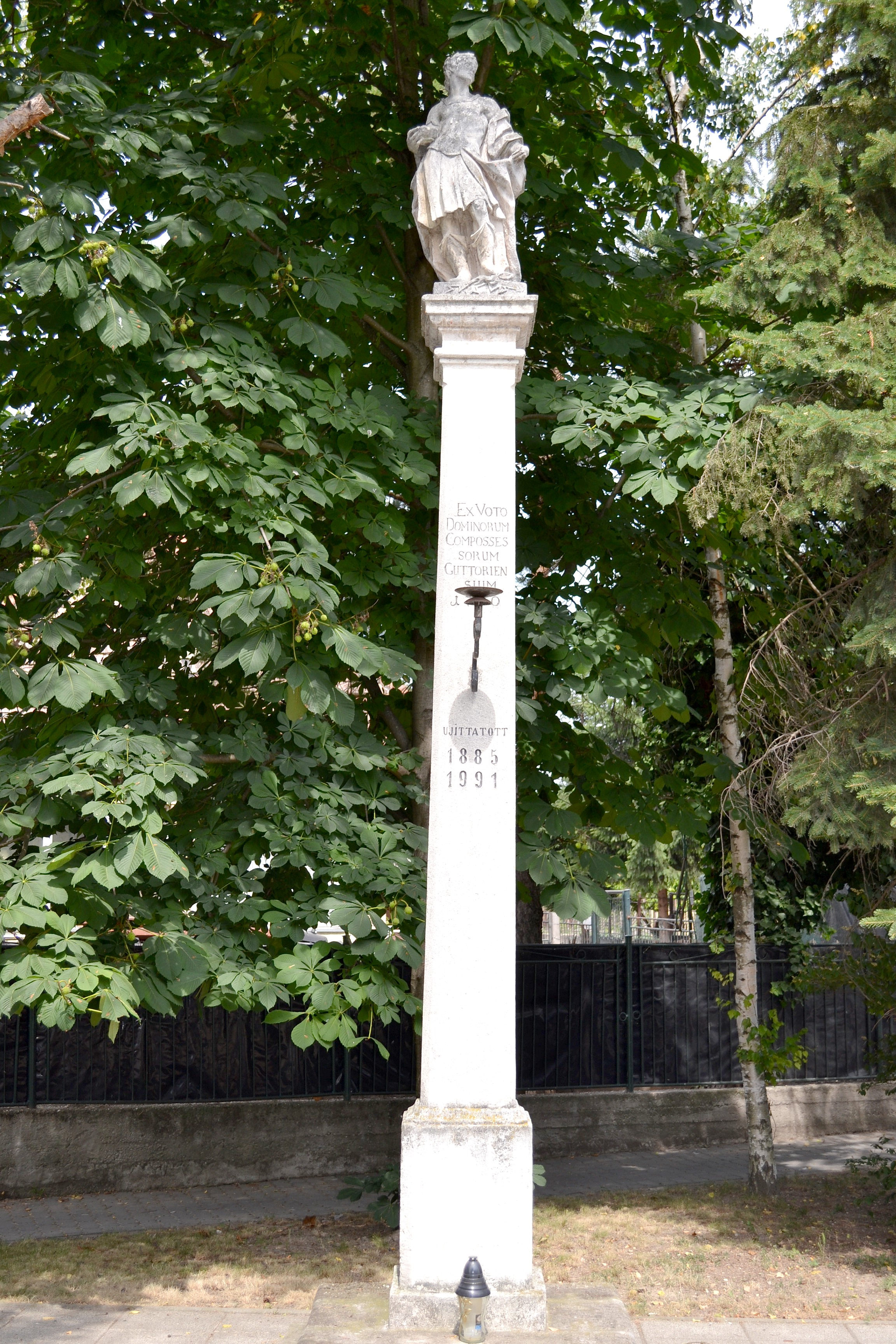
Памятник св. Донату

Впервые упоминается в 1242 году под названием Гутт. До 1918 года входило в состав Венгерского королевства, после чего перешло к вновь образованной Чехословакии.
В 1948 году переименована в честь Мартина Гамуляка, участника словацкого национального движения.

## Население
| Год:                | 1994 | 2004     | 2014     | 2024     |
| ------------------- | ---- | -------- | -------- | -------- |
| Количество человек: | 778  | 1108     | 1674     | 3036     |
| Разница:            |      | +42,41 % | +51,08 % | +81,36 % |